# マリンFC
マリン・フットボールクラブ（Marine Football Club）はイングランド、マージーサイド州、セフトン区、クロズビーを本拠地とするサッカークラブチームである。2020-2021シーズンはノーザンプレミアリーグ・ディヴィジョン1・ノースウェスト（8部相当）に所属。

## タイトル

### 国内タイトル
- リバプール・アマチュアカップ:9回

1909-1910,1919-1920,1922-1923,1926-1927,1927-1928
1928-1929,1930-1931,1952-1953,1970-1971
- リバプール・カウンティ・コンビネーション・ファーストディヴィジョン:5回

1927-1928,1930-1931,1933-1934,1934-1935,1943-1944
- リバプール・カウンティメダル・コンペイション:1回

1920-1921
- リバプール・チャレンジカップ:3回

1942-1943,1944-1945,1971-1972
- ランカシャー・アマチュアカップ:6回

1921-1922,1925-1926,1930-1931,1931-1932,1932-1933,1933-1934
- ランカシャー・コンベイション:1回

1946-1947
- ランカシャーコンベイション・リーグカップ:2回

1963-1964,1968-1969
- リバプール・シニア・ノンリーグカップ:3回

1968-1969,1975-1976,1976-1977
- リバプール・シニアカップ:7回

1978-1979,1984-1985,1987-1988,1989-1990,1993-1994,1999-2000,2007-2008
- チェシャー・カウンティーリーグ:3回

1973-1974,1975-1976,1977-1978
- ランカシャー・ジュニアカップ:1回

1978-1979
- ランカシャー・トロフィー:2回

1987-1988,1990-1991
- ノーザンプレミアリーグ・プレミアディヴィジョン:2回

1993-1994,1994-1995

### 国際タイトル
- なし